# 市長夫人的秘密
《市長夫人的秘密》（英語：Let's Cheat Together），是一部於2018年上映的臺灣政治諷刺喜劇。該片獲選為2018年金馬奇幻影展閉幕片，台灣於2018年5月11日上映。
故事描述綜藝節目主持人程見與市長夫人廖妍伶被爆出婚外情，進而引發一連串風波，劇中影射了許多台灣的政治事件，並使用了「用愛發電」、「垃圾不分藍綠」等語句，搞笑之餘亦有諷刺。

## 劇情
兩性節目《愛情大師》的主持人程見（張少懷飾）與台北市長夫人廖妍伶（陳喬恩飾）一段在餐廳接吻的影片曝光，引發社會譁然，程見因此被做成消波塊，他在獲救後向經紀人女友Miu Miu（柯佳嬿飾）道出原委，希望挽回她的芳心。
程見表示自己與廖妍伶的關係始於政府的祕密委託。市長的機要秘書劉機要（明道飾）表示廖妍伶因為性愛成癮，屢有外遇，但市長楊俊誠（馬志翔飾）必須維護政治形象並力圖連任，因此要求程見假冒身分接近廖妍伶並與她偷情，以此討她歡心。程見認為這有助於自己撰寫推理小說的興趣，便接下任務。他蒐集了廖妍伶的資訊並與她搭上線，但廖妍伶早已查明了程見的來意，不過仍與他有了婚外情。廖妍伶宣稱市長成天忙於市政，自己是為了排解寂寞而外遇，兩人也日漸情深，直到在餐廳接吻的影片曝光。
程見宣稱自己是遭到設計，但Miu Miu認為程見在任務期間動了真情，而自己看錯了人，便悻然離去。負責主治的柳伊森（鍾瑶飾）攔下她並坦白自己是市長的人馬，並將她引薦給市長。全程監聽程見說明的楊俊誠表示自己想得知妻子的計畫，雖然楊俊誠是靠著廖妍伶家族的幫助下才走到市長地位，但他卻志在改革長期由廖妍伶家族把持的權力結構，並要Miu Miu為自己出謀劃策。
程見離開醫院後被劉機要帶去與廖妍伶見面，廖妍伶表示自己設計讓影片外流的用意是讓楊俊誠遠離政治，因為隨著楊俊誠對政治的投入日漸加深，他對自己的愛就不復以往。廖妍伶和程見將這個計畫在《愛情大師》節目直播中闡明，還聲稱楊俊誠對自己施暴，楊俊誠上節目與她對質，並辭去市長一職，程見和Miu Miu也重修舊好。但在此時市長遭到暗殺，經搶救後成為植物人。
事後，廖妍伶揭露了這一切都只是計畫中的一環，而她有著比當上市長更高的野心。另一方面，楊俊誠的植物人狀態也只是偽裝，他派劉機要和柳伊森出面，希望拉攏程見和Miu Miu加入市長的團隊，一起查出夫人背後的主使者，但被兩人比中指拒絕。

## 演員列表

### 主要演員
| 演員姓名 | 角色名稱 | 介紹                   |
| 張少懷   | 程見     | 綜藝節目主持人。       |
| 柯佳嬿   | Miu Miu  | 程見的經紀人兼女朋友。 |
| 陳喬恩   | 廖妍伶   | 台北市市長夫人。       |
| 明道     | 劉機要   | 台北市市長的機要秘書。 |

### 其他演員
| 演員姓名 | 角色名稱 | 介紹         |
| 馬志翔   | 楊俊誠   | 台北市市長。 |
| 鍾       | 柳伊森   |              |
| 阿Ken    | 詹哥     |              |
| 邱志宇   | 吳曉開   |              |
| 馬惠珍   | 閻如玉   |              |
| 視網膜   | 新聞主播 |              |
| 張景嵐   | 笑笑     |              |
| Leo王    |          |              |

## 電影歌曲
| 曲別   | 歌名       | 演唱者   | 作詞   | 作曲   |
| 主題曲 | 你會是冠軍 | 化學猴子 | 任中強 | 任中強 |

## 宣傳
劇組在2018年3月8日新聞發布會上，公布首波的電影花絮，及男女主角。同月14日新聞發布會上，公布正式的預告與海報，及主要演員名單。此片是明道和陳喬恩從首次合作的2005年偶像劇《王子變青蛙》以來再度共同演出。

## 外部連結
- 市長夫人的秘密的Facebook專頁
- 開眼電影網上《市長夫人的秘密》的資料（繁體中文）
- Yahoo奇摩電影上《市長夫人的秘密》的資料（繁體中文）
- 时光网上《市長夫人的秘密》的資料（简体中文）
- 豆瓣电影上《市長夫人的秘密》的資料 （简体中文）
- 互联网电影数据库（IMDb）上《市長夫人的秘密》的资料（英文）